# 蘇拉日低地
蘇拉日低地是白俄羅斯和俄羅斯的低地，位於維捷布斯克州和斯摩棱斯克州，面積900平方公里，海拔高度150至160米，該地區20%土地可用來耕作。